# Robécourt
Robécourt là một xã, nằm ở tỉnh Vosges trong vùng Grand Est của Pháp. Xã này có diện tích 8,78 km², dân số năm 1999 là 119 người. Xã này nằm ở khu vực có độ cao trung bình 350 m trên mực nước biển.
Dân địa phương tiếng Pháp gọi là Roberticurtiens.

## Biến động dân số
| 1962                                         | 1968 | 1975 | 1982 | 1990 | 1999 |
| -------------------------------------------- | ---- | ---- | ---- | ---- | ---- |
| 149                                          | 155  | 125  | 134  | 128  | 119  |
| Số liệu từ năm 1962: Dân số không tính trùng |      |      |      |      |      |